# Kaarsenfabriek Roubaix-Oedenkoven
Kaarsenfabriek Roubaix-Oedenkoven, in de volksmond bekend als "den Bougie", was een kaarsenfabriek in de Antwerpse gemeente Borgerhout, gelegen aan de Bleekhofstraat, tussen de Turnhoutsebaan en de huidige Plantin-en-Moretuslei.
De fabriek was in 1853 door Adolphe de Roubaix en Henri Oedenkoven opgericht. De familie De Roubaix was hofleverancier van Leopold II en had grote belangen in Congo-Vrijstaat. 
In de fabriek werden behalve kaarsen ook eetbare olie, margarines, rauwe plantaardige olie en chemische producten geproduceerd. Het tot de zware (chemische) industrie behorende fabriek had hiervoor prijzen op diverse wereldtentoonstellingen gewonnen.
Den Bougie was berucht om de watervervuiling en enorme stank die het verspreidde. Het was representatief voor de abominabele werkomstandigheden van arbeiders in de 19e eeuw. In 1893 werd de fabriek het decor van een demonstratie die vijf betogers het leven kostte. Deze demonstratie, dat deel uitmaakte van de algemene Belgische staking van 1893, heeft aan de invoering van het algemeen stemrecht voor mannen in België bijgedragen.
De fabriek fuseerde in het begin van de 20e eeuw met de Brusselse kaarsenfabriek Bougies de la Cour. Ze gingen samen door als de S.A. des Bougies de la Cour et de Roubaix Oedenkoven. Den Bougie was operationeel tot in 1956, toen een zoveelste brand het licht ontvlambare complex definitief in de as legde.

## Locatie

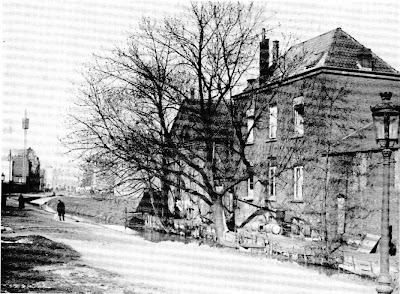
Den Bougie (links) aan de Herentalse Vaart, gescheiden door de Aardeweg, thans de Plantin en Moretuslei (foto van ca. 1920)

Den Bougie was een van de grootste fabrieken in Borgerhout, een toenmalige gemeente, gelegen aan de noordelijke grens van Antwerpen, gemarkeerd door de Herentalse Vaart, thans de overwelfde Plantin-Moretuslei. Deze vaart was de bron van schoon water voor de fabriek. De fabriek zou er later een eigen verbinding naartoe krijgen.

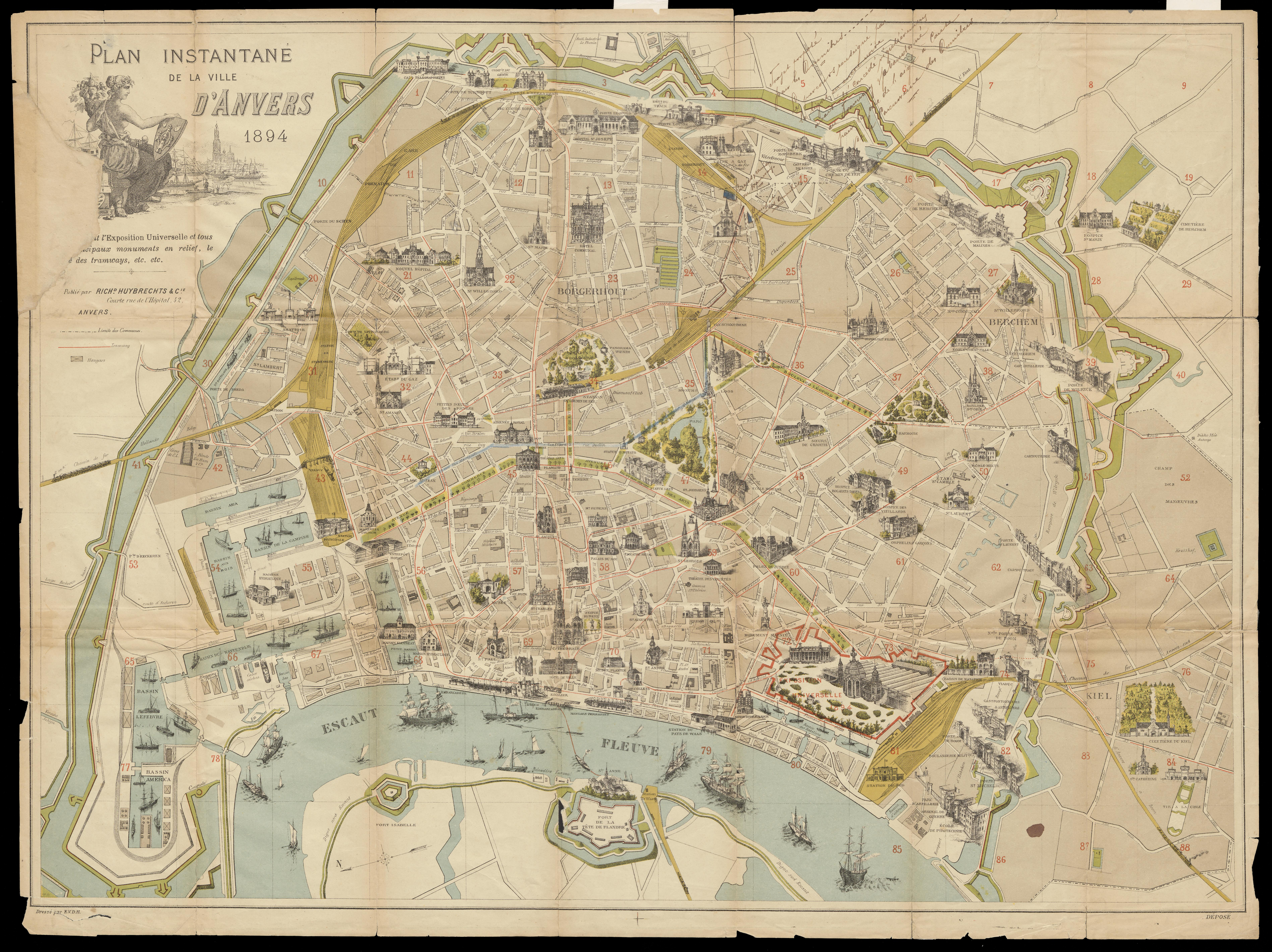
De fabriek in Borgerhout, Antwerpen, zie kwadrant 23 en 24. De stadskaart is gemaakt voor de Wereldtentoonstelling van 1894. (Pas op: het noorden ligt links.)

De kern van de fabriek lag aan de kruising van de Bleekhofweg en de later aangelegde Montensstraat, dat de oostelijke grens van het complex markeerde. Den Bougie had aanvankelijk als westelijke buur een grote blekerij, dat echter ten tijde van de Eerste Wereldoorlog niet meer in gebruik was.
Het fabrieksplan ontwikkelde zich vanaf de opening in 1853 in de loop van de tijd aan de noordzijde van de Bleekhof tot aan wat tegenwoordig de Turnhoutsebaan is. De stadskaart toont de situatie in 1894, waarin het gebied aan weerszijden van de Bleekhofweg weliswaar zichtbaar is, maar alleen de oorspronkelijke fabriek ten zuiden van de Bleekhof ingetekend is.

## Geschiedenis

### Voorgeschiedenis
Tot circa 1800 was Borgerhout een landelijk gehucht dat enerzijds in de landbouwbehoeften van de aangrenzende stad voorzag, anderzijds door zijn ligging aan een belangrijke uitvalsweg talrijke handelaars had, voornamelijk herbergiers en beenhouwers. Het grondgebied bestond uit weiden en cultuurgronden en garenblekerijen, gronden van het Hof Ter Loo en een heidegebied.
Borgerhout vormde een eenheid met Deurne tot 1836 toen het een zelfstandige gemeente werd. Toen vormde de Potvliet, of Vuilbeek, de westelijke grens met Antwerpen, de Herentalse Vaart, de huidige Plantin Moretuslei, de zuidelijke grens met Berchem en de Grote Schijn de oostelijke grens met Deurne. Borgerhout ontwikkelde zich toen tot een dicht bebouwde nijverheidsgemeente met talrijke bedrijven, die voornamelijk in de oude wijken werden gevestigd.

### Roubaix-Oedenkoven
Kaarsenfabriek De Roubaix-Oedenkoven werd in 1853 opgericht door Adolphe De Roubaix (1826–1893), samen met zijn zwager, de burgemeester van Borgerhout, Hendri Oedenkoven, die in 1871 reeds overleed.

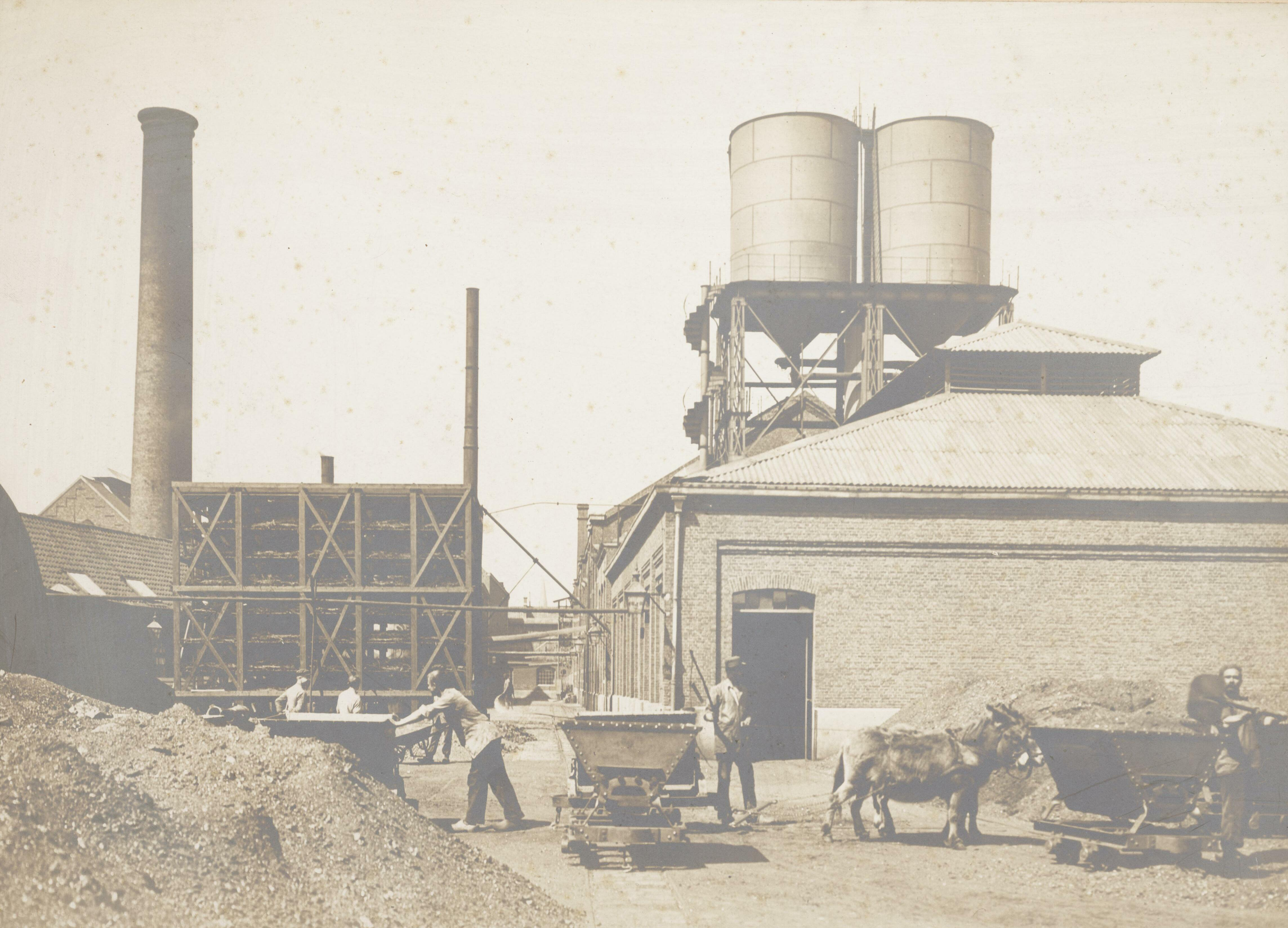
Den Bougie 1890 (zuidelijk deel van het terrein)

In het voorjaar van 1893 werd een algemene staking gehouden ter protest van het in de Kamer verworpen liberale wetsvoorstel voor algemeen stemrecht. Omdat de gendarmes en burgerwacht toen het havenkwartier van Antwerpen afsloten, stroomde enkele duizenden betogers in de richting van Borgerhout om ook het toen 1500-tallige onder erbarmelijke omstandigheden werkende personeel van de kaarsenfabriek De Roubaix-Oedenkoven tot staking aan te zetten. Bij de "ambras aan den Bougie" die toen uitbrak kwamen door politievuur vijf betogers om en vielen vele gewonden. De gebeurtenis leek indruk gemaakt te hebben, want de volgende dag werd het algemeen stemrecht in het federaal parlement aanvaard.
In 1894 brak de eerste grote brand uit in den Bougie, waarbij het grootste gedeelte van de fabriek in de as werd gelegd. Op dat moment werkten er 500 mensen, die dientengevolge tijdelijk werkloos waren.

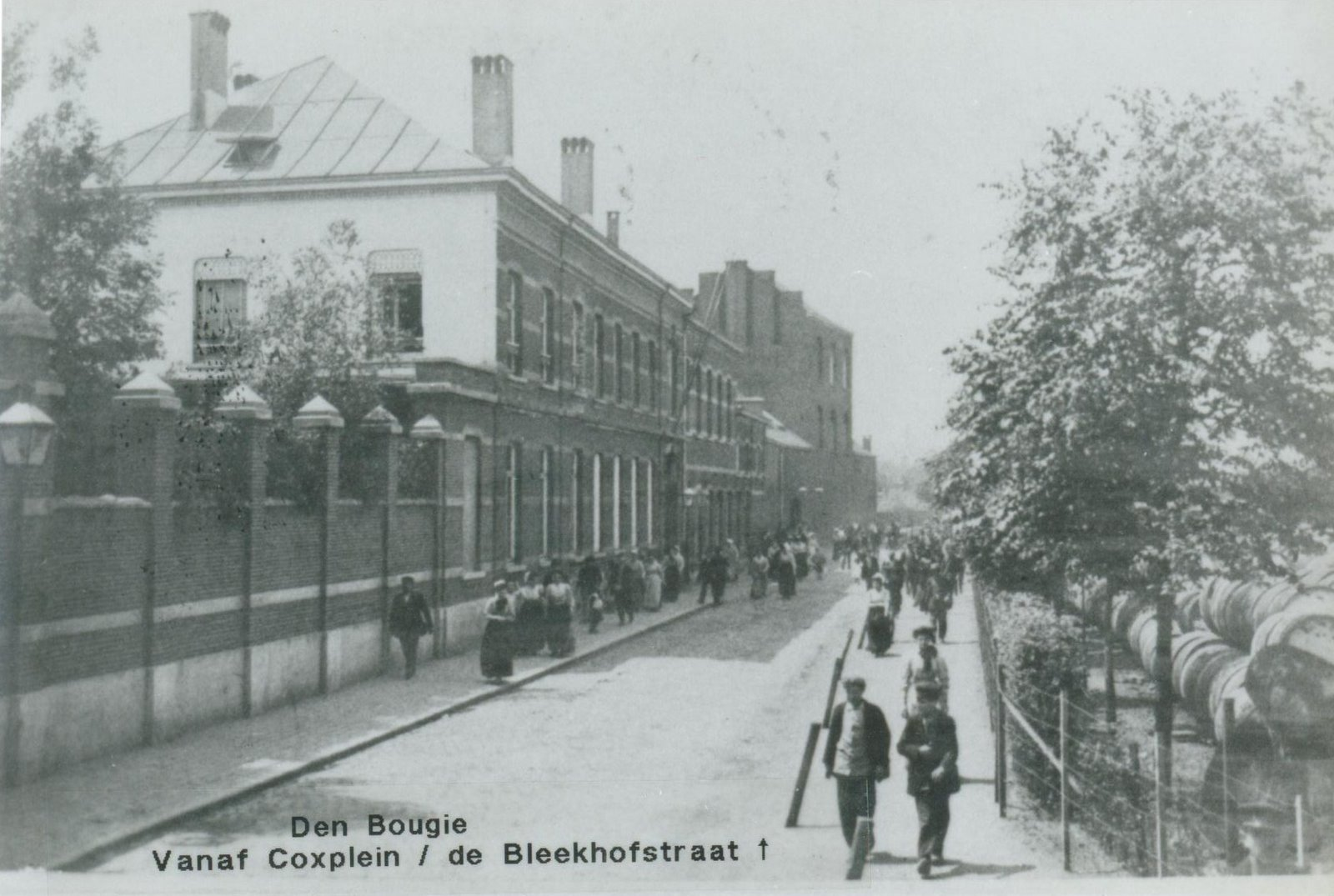
De fabriek vanuit het oosten in de Bleekhoofstraat gezien

De brochure van de Wereldtentoonstelling van 1905 te Luik biedt een glimp in de stand van zaken van de fabriek in die tijd: er werkten toen 550 arbeiders in den Bougie en het had een jaarlijkse productie ter waarde van 10 miljoen frank.
De fabriek heeft de Eerste Wereldoorlog overleefd, maar niet zonder schade, die het met name gedurende het beleg van Antwerpen opliep. Volgens vluchtelingen zou de kaarsenfabriek  tijdens een bombardement in 1914 "met een zwaren slag in de lucht" zijn gevlogen.

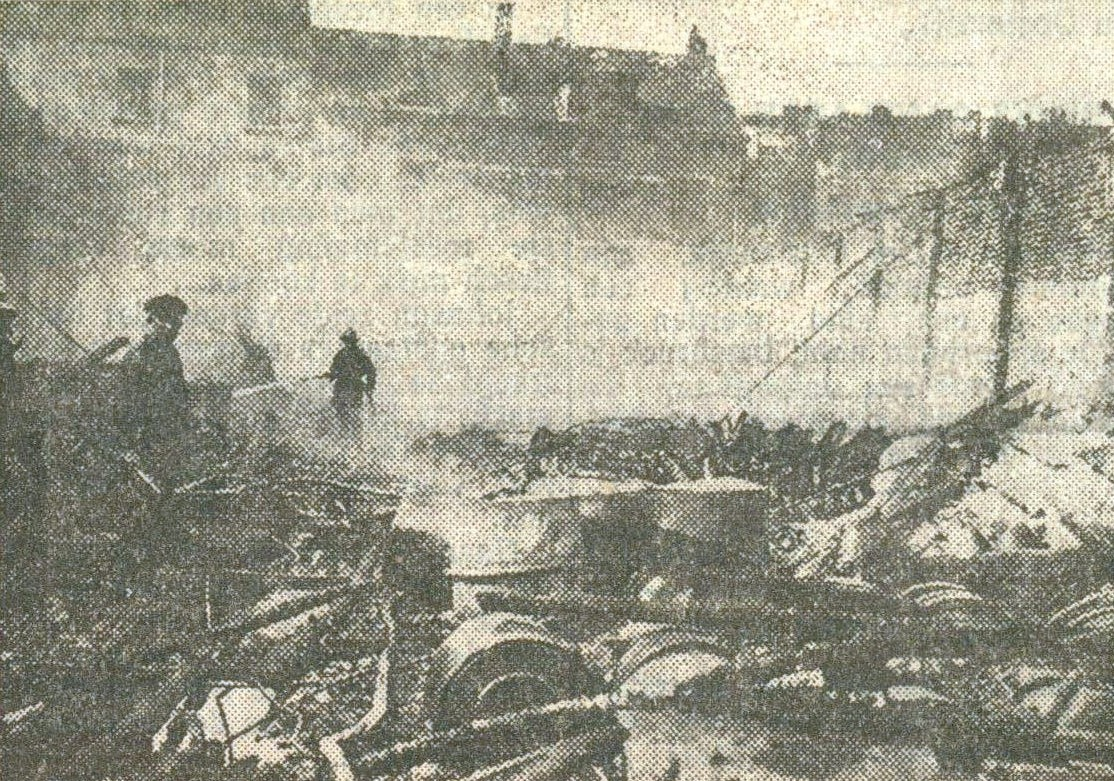
De gevolgen van de brand in 1934

In 1934 brak de tweede grote brand uit in de geschiedenis van den Bougie. De fabriek werd grotendeels verwoest en er kwamen drie brandweermannen om het leven: zij waren tijdens het blussen in de kokende olie gevallen.
Ruim een half jaar later haalde wederom een incident het internationale nieuws: er ontplofte een ketel waarbij het kokende vet naar buiten spoot en de destilleer-afdeling in brand vloog. De bij het incident betrokken werknemers overleefden ondanks brandwonden.

### Fusie

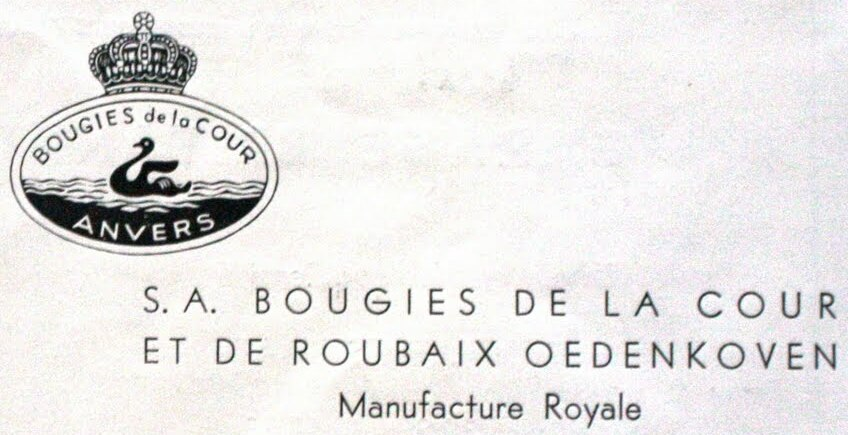
Logo van kaarsenfabriek Roubaix-Oedenkoven na fusie met Bougies de la Cour

Roubaix-Oedenkoven fuseerde 1935 of later met de Brusselse kaarsenfabriek Bougies de la Cour. Ze gingen samen door als de S.A. des Bougies de la Cour et de Roubaix Oedenkoven.
Een niets ontziende brand in 1956 was de genadeslag die de fabriek definitief in de as legde, ondanks de inzet van alle korpsen, brandweerlieden en materiaal beschikbaar in de drie Antwerpse brandweerkazernes. Bij deze brand werd de elektriciteit in de buurt afgesloten. De ironie wilde dat in de woningen kaarsen als verlichting gebruikt werd.

### Het einde van de fabriek
Als gevolg van de brand verhuisde het bedrijf datzelfde jaar nog naar het nieuwe industrieterrein in Oelegem. Die verhuis was al opgenomen in de gemeentelijke herontwikkelingsplannen van Borgerhout, maar het werd vervroegd door de allesvernietigende brand.
Met de oprichting van Bougies de la Cour in 1835 als uitgangspunt, werd in 1960 het 125-jarige bestaan van S.A. des Bougies de la Cour et de Roubaix Oedenkoven nog gevierd voordat het bedrijf in 1965 overgenomen werd door Oleochim n.v.

## Werk- en leefomstandigheden
De geur van de fabriek bleef in Laurents neus hangen. Vooral de stank van de gracht die langs het immense fabrieksterrein liep. Daar werden de vette bezinksels en giftige zuren geloosd die bij de raffinage van het kaarsvet vrijkwamen. De smerige uitwasemingen vermengden zich tot een vette, zalfachtige geur die Laurent tot in de gangen van het pensionaat achtervolgde, opdringerig als een vulgair deuntje dat hij niet uit zijn hoofd kon zetten.
♦
De dag van Laurents afreis was de bedorven gracht ook de laatste om hem uitgeleide te doen. Ze volgde hem als een verloren, schurftige teef, die een armoedige voorbijganger naloopt.
♦
De mensen die in de nabijheid van de gracht woonden, waren arme stumpers, volkomen afhankelijk van de machtige fabriek. Onder elkaar morden ze wel, maar luidop hun beklag doen, durfden ze niet. Hun gelatenheid sterkte de patroons in het voornemen de hoge kosten die de overwelving van het riool zou meebrengen, uit te stellen. In de loop van die augustusmaand brak echter een cholera-epidemie uit die hen aan het denken zette.
♦
Aangelokt en versterkt door de uitwasemingen van de gracht, hield de plaag in de omgeving van de fabriek heviger huis dan in eender welke andere wijk van de stad. De inwoners van het voorgeborchte stierven als vliegen. Hoewel de overlevenden vreesden dat openlijk protest hongersnood over hen zou brengen, meenden de Dobouziez’ dat ze de bevolking die zich in stilte tegen hen keerde, moesten paaien.

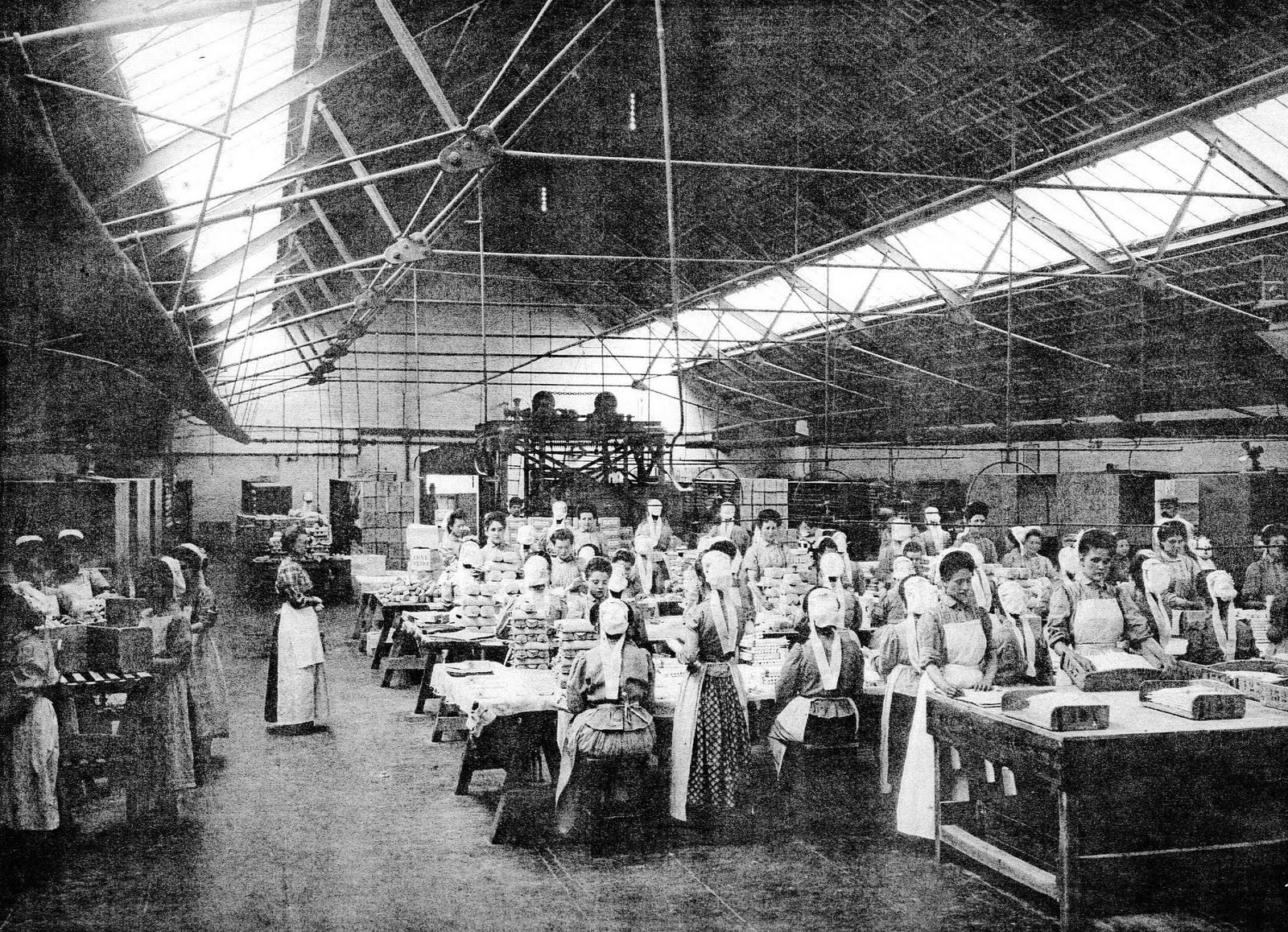
Vrouwelijke arbeiders pakken kaarsen in.

Werk- en leefomstandigheden van de fabrieksarbeiders waren abominabel. In de fabriek zou rond de 20e eeuwwisseling zo'n 1500 mensen werken, waaronder 300 vrouwen. De arbeidsomstandigheden zouden hels en met een onmenselijk streng regime zijn. Arbeiders woonden met grote en kinderrijke gezinnen in krappe huisjes aan de Vuilbeek, een rivier waarin door de fabriek geloosd werd. De lucht in de omgeving rook naar kaarsvet en er hing vaak een brandlucht vanwege de brandjes die in de fabriek uitbraken.
Georges Eekhoud, een neefje dat onder voogdijschap van Henri Oedenkoven een deel van zijn jeugd nabij den Bougie doorgebracht had, gaf later in zijn roman La Nouvelle Carthage (1893) enkele indrukken van de omstandigheden aldaar (zie tekstbox).

### Milieuvervuiling
Het afvalwater werd via een kanaal dat gedeeld werd met de aan de westzijde gelegen blekerij, geloosd in de noordwaarts kronkelende Vuilbeek (zie stadskaart van 1894). Het zorgde voor een grote overlast bij de omwonenden: de hele buurt rook naar kaarsvet, kennelijk een ondraagbare stank. Zelfs het liedje Zolank geleje van Stafke Fabri gaat over "den Bougie, dat stinkfabriek, waar ze zieke longen kregen…" Cholera maakte regelmatig slachtoffers in de kinderrijke families die in kleine woningen opeen gehokt zaten. In zijn roman suggereerde Eekhoud in niet verholen termen dat het riool van de fabriek een bron van deze cholera-epidemieën was.

### Brandgevaar
De fabriek was vanwege het brandbare materiaal dat er gebruikt werd licht ontvlambaar. Het heeft dan ook diverse branden gekend, waaronder de in bovenstaande geschiedenis genoemde drie grote. Brand kwam zo veelvuldig voor dat wanneer er in de buurt een brandlucht hing en er gevraagd werd of er niet ergens iets in brand staat, het antwoord “Och, ’t is niets; ’t is den Bougie!” bijna een geijkte Antwerpse uitdrukking geworden zou zijn.

## 18 april 1893:"Ambras aan den Bougie"
De kaarsenfabriek den Bougie is de geschiedenis ingegaan als het decor waar in 1893 het algemene stemrecht is ingevoerd ondanks een bloedige strijd tussen stakers, ordetroepen en niet-stakers tijdens de algemene staking van 1893 in België. Thans verwijst men naar de gebeurtenissen van destijds als de "Ambras aan den Bougie".
In de tijd die de rellen voorafging bestond nog het cijnskiesrecht: alleen mensen die belasting konden betalen mocht stemmen en meepraten over de vorming van de wetten. Dit betrof tot twee procent van de bevolking. Door een verlaging van de belastingeisen in 1848 verdubbelde het aantal kiesgerechtigden weliswaar, maar dat een schijntje met wat uiteindelijk bereikt zou worden. De arbeider, die uitgebuit werd en onder slechte omstandigheden woonde en werkte, had niks te zeggen. Maar de groep arbeiders groeide en in 1885 werd de Belgische Werkliedenpartij opgericht en deze partij streefde onder meer naar algemeen stemrecht.
Toen voor de zoveelste keer een wetsvoorstel voor algemeen stemrecht werd verworpen, kondigden de socialisten in het voorjaar van 1893 een algemene staking af. Dit was met succes, want in heel België, Antwerpen incluis, legde een kwart miljoen arbeiders het werk neer. De eerste rellen waren in Bergen waar zes doden vielen.
In de Antwerpse haven kwam het eveneens tot schermutselingen en de gendarmes en burgerwacht zagen zich op 18 april genoopt toen het havenkwartier af te sluiten. Elders in de stad kwam het wederom tot schermutselingen waarbij de Antwerpse politie de sabel trok.
"Naar de Bougie," meent een groepje. "Daar wordt nog gewerkt".
"In Borgerhout mogen we nog betogen!"
"We zullen de fabriek lamleggen!"
"En in brand steken!"
"Zal dat stinken!"
Lachend en joelend zet de stoet zich in beweging. Politie en burgerwacht grijpen niet in.

Daar herkent Louis bij de stoere mannen van de gardsivik oom Sus. Louis wuift luchtig, maar oom Sus wuift helemaal niet zo luchtig terug. "Maak dat je wegkomt, Louis en jij ook, Piet. Gaan jullie toch naar huis. Het zal er heet aan toegaan bij de kaarsenfabriek. Daar vloeit nog bloed!"
Enkele duizenden betogers stroomde in de richting van Borgerhout om ook het personeel van de kaarsenfabriek de Roubaix-Oedenkoven tot staking aan te zetten. De gedachte was dat de heer Roubaix een machtig man was: hij was hofleverancier aan Leopold II en hij had grote belangen in de toenmalige Congo-vrijstaat waar hij zelfs een eigen eiland bezat. Men verwachtte dat onder druk van de staking hij met een telefoontje zijn connecties in de regering wel om zou krijgen. Het personeel van den Bougie sloot zich echter niet aan bij de protesten, hoewel het onduidelijk is of dat uit eigen wil of onder dwang was. De stakers kregen van Roubaix in ieder geval nee op hun rekwest. 

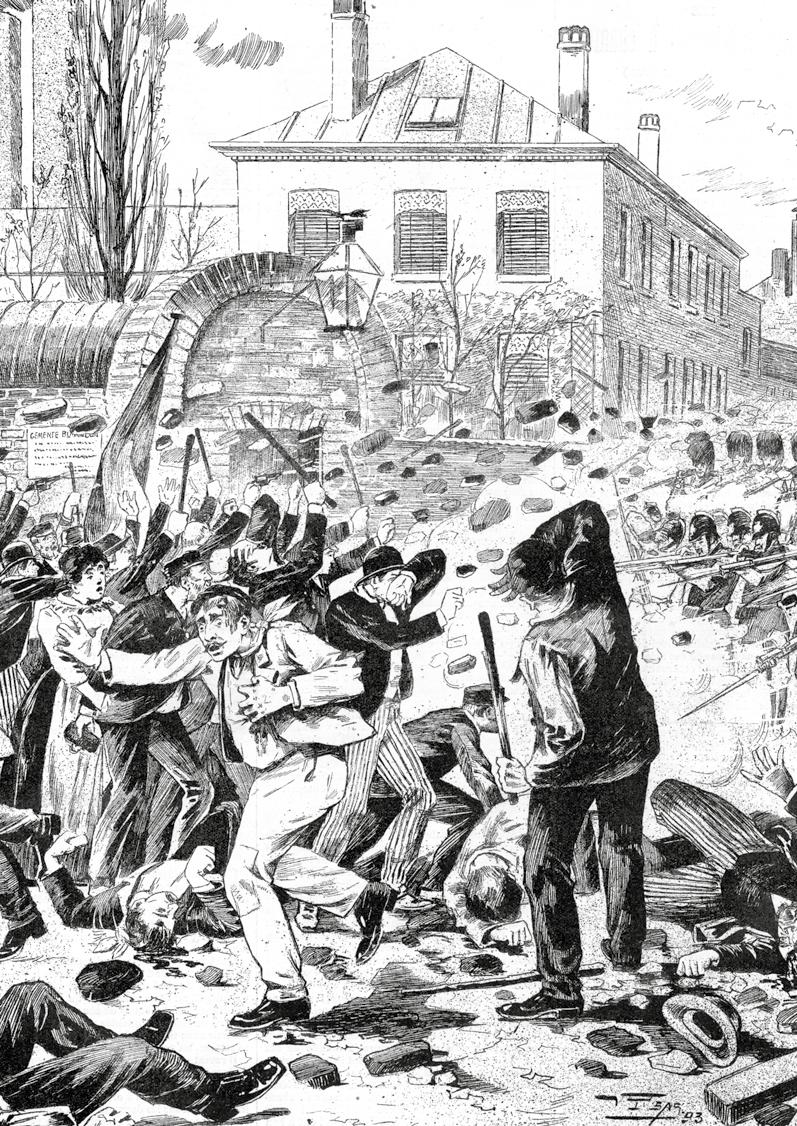
Het vuur wordt geopend door de gewapende ordediensten, die de Bleekhofstraat hadden afgesloten. Op de achtergrond den Bougie.

De poort van de fabriek op de hoek van de Bleekhofstraat en de Montenstraat werd bewaakt door de rijkswacht en gewapende brandweer. Daar braken rellen uit en de politie schoot aanvankelijk met losse patronen. Maar zodra de ter plaatse zijnde Lodewijk Moorkens, burgemeester van de toenmalig onafhankelijke gemeente Borgerhout, met stenen werd bekogeld gaf hij het bevel met scherp te schieten. Er vielen vijf doden en veel gewonden die naar het Sint-Erasmusziekenhuis werden gebracht.
De gebeurtenissen leken impact gehad te hebben, want de volgende dag keurde de Belgische Kamer een katholiek compromisvoorstel goed: het algemeen meervoudig stemrecht voor mannen van 25 jaar en ouder werd aanvaard.
De dodelijke slachtoffers van de ongeregeldheden in Borgerhout kregen een monument op Schoonselhof.

## Het mysterie van Djehutynakth
In 2009 bezocht een onderzoeksteam van de Katholieke Universiteit Leuven in Egypte het graf van Djehutynakht, een gouverneur die twee millennia voor Christus leefde. Het team vond er een wikkel met het woord ANVERS erop. Deze was vermoedelijk achtergelaten door de Amerikaanse Egyptoloog George Reisner, die het graf in 1915 bezocht had. De vraag was wat de oorsprong van dit papiertje was. Na consult van het Museum aan de Stroom en het volksmuseum in Deurne werd duidelijk dat het om een restant van een kaarsenverpakking van den Bougie ging.

## Fotogalerij

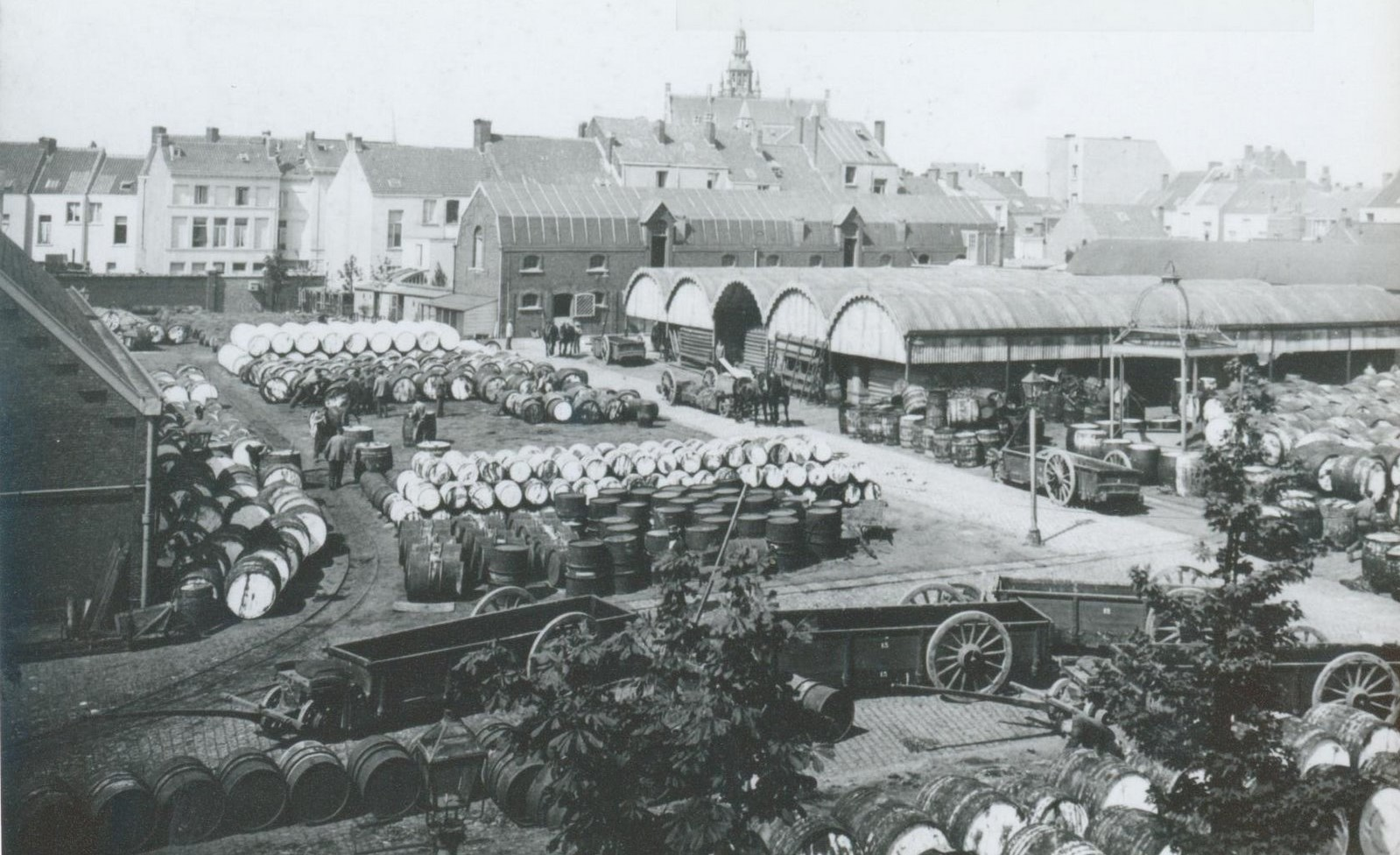
opslagterrein ten noorden van de Bleekweg
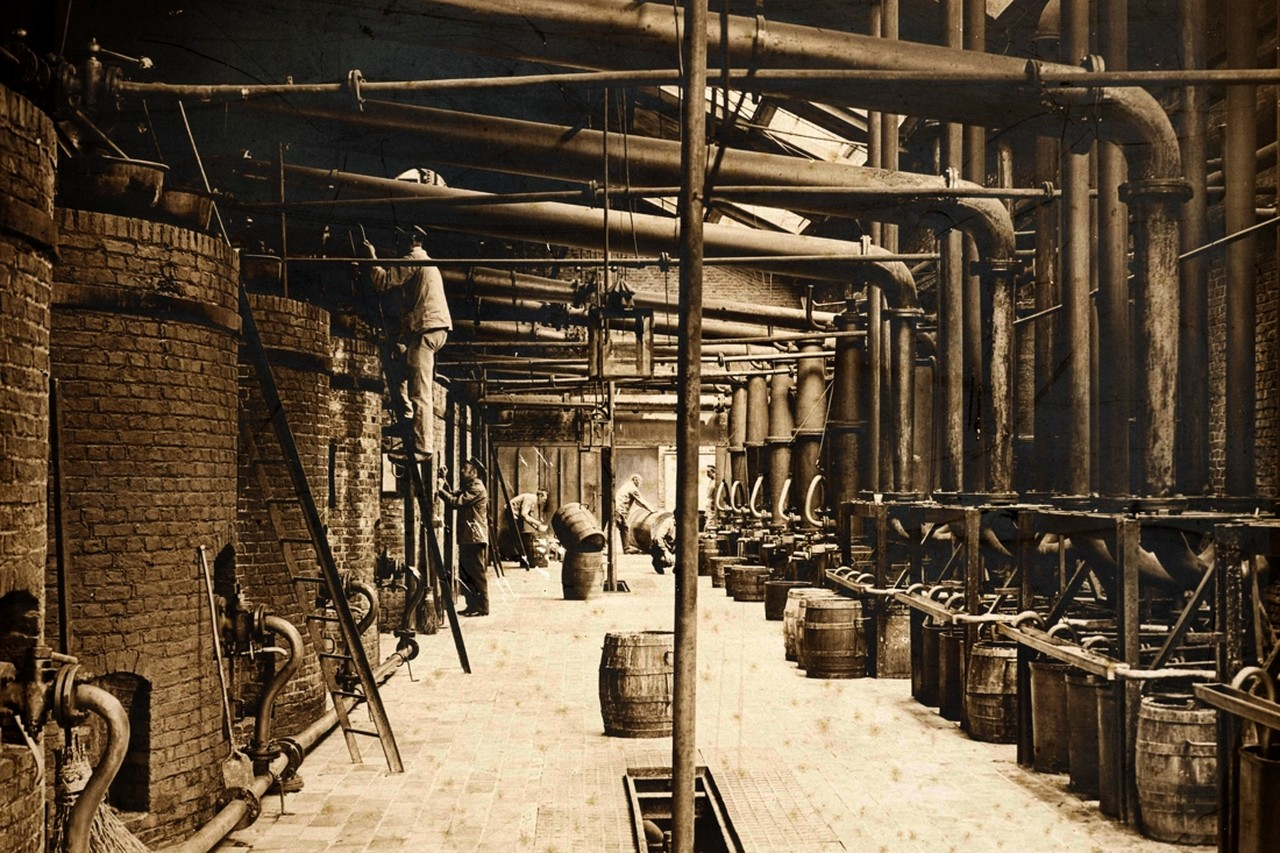
destillatieketels
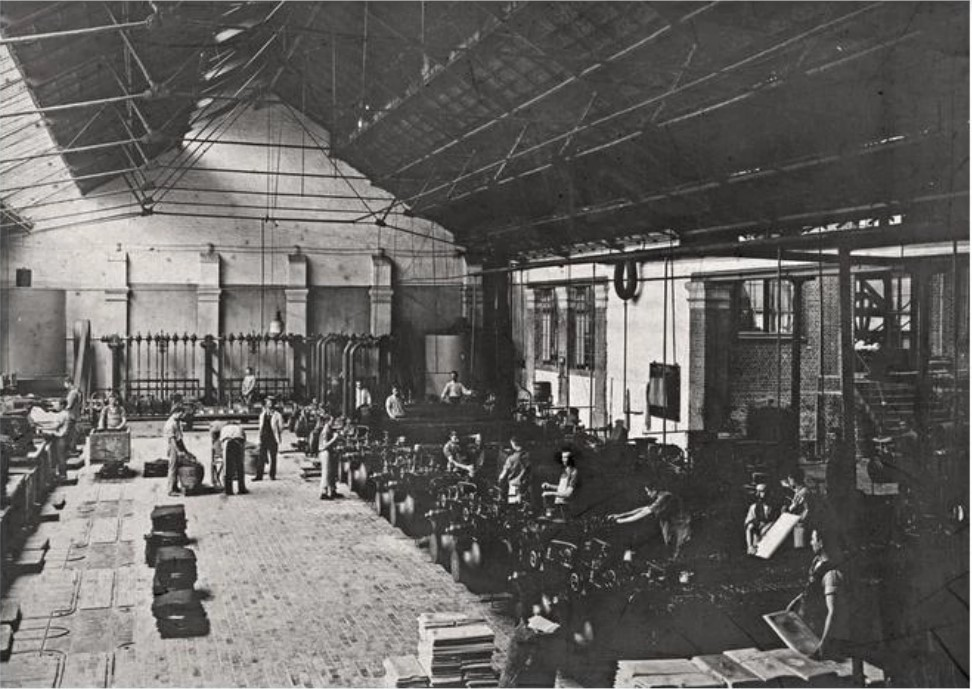
werkplaats in een van de loodsen (1)
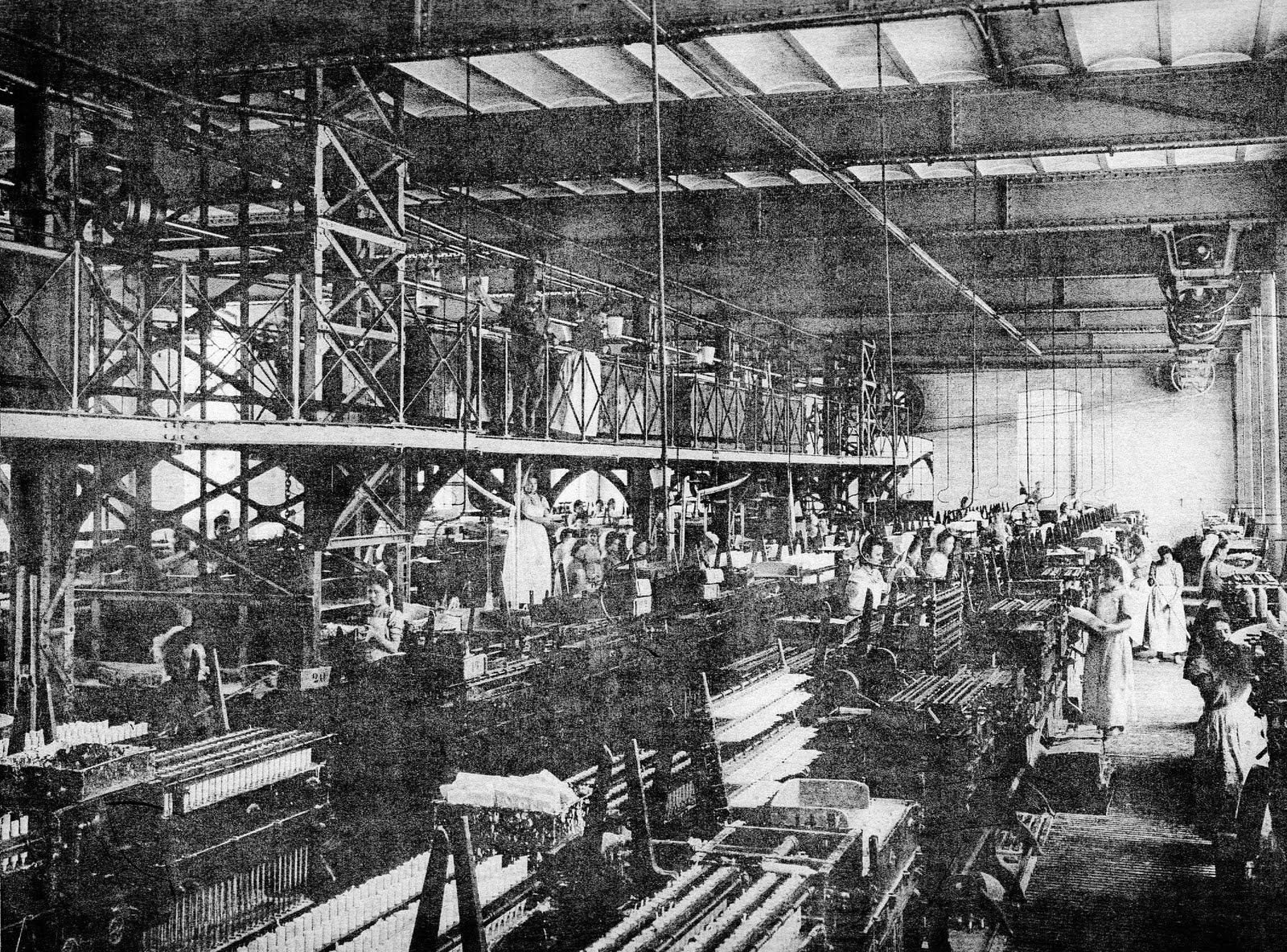
werkplaats in een van de loodsen (2)